# Beynes, Alpes-de-Haute-Provence
Beynes är en kommun i departementet Alpes-de-Haute-Provence i regionen Provence-Alpes-Cote d'Azur i sydöstra Frankrike. Kommunen ligger  i kantonen Mézel som ligger i arrondissementet Digne-les-Bains. År 2022 hade Beynes 121 invånare.

## Befolkningsutveckling
Antalet invånare i kommunen Beynes
Referens: INSEE